# マイコーヒー
マイコーヒー（My COFFEE）とは明治屋が販売していた缶コーヒーの商品名である。1974年発売開始。「My」は明治屋のブランド名である。
カフェオレ、キリマンジャロ、モカなど幾つかの種類があった。2006年秋頃に販売終了したが、一部地域では「ジョージア・マイコーヒー」として2011年3月まで継続販売されていた（東日本大震災の影響で製造・販売休止を経てそのまま製造・販売終了）。

## ジョージア・マイコーヒー
コカ・コーラ セントラル ジャパン（旧富士コカ・コーラボトリングエリア：神奈川・静岡・山梨県内）は明治屋と資本関係にあったため、当該エリアではコカ・コーラのルートでも明治屋のマイコーヒーを販売し、1994年よりジョージアとの合体ブランドである「ジョージア・マイコーヒー」を販売した。
営業所・支店単位では販売を取りやめた地域もあるが、2009年8月以降の生産分からは、現行のジョージアロゴにて継続販売されていた。ただし「マックスコーヒー」と異なり、自販機でごく稀に見かける程度で流通量は少ない。横浜中華街近辺の自動販売機には高頻度で販売されていた。
日本コカ・コーラがジョージアを投入する以前は、富士社以外に北海道コカ・コーラボトリング、中京コカ・コーラボトリング（→コカ・コーラ セントラル ジャパン→コカ・コーライーストジャパン→コカ・コーラボトラーズジャパン）、三笠コカ・コーラボトリング（→コカ・コーラウエスト→コカ・コーラボトラーズジャパン）、近畿コカ・コーラボトリング（同）でも発売された。このうち北海道では、ジョージア・マイコーヒーを経て2003年まで販売された。